# Gil Andersen
Gil Andersen (ur. 27 listopada 1879 roku w Horten, zm. 26 lipca 1935 roku w Logansport) – norwesko-amerykański kierowca wyścigowy.

## Kariera
W swojej karierze Andersen startował głównie w Stanach Zjednoczonych w mistrzostwach AAA Championship Car oraz towarzyszącym mistrzostwom słynnym wyścigu Indianapolis 500. W drugim sezonie startów, w 1911 roku raz stanął na podium. Z dorobkiem 210 punktów został sklasyfikowany na 21 pozycji w klasyfikacji generalnej. W tym samym roku w Indy 500 był jedenasty. Rok później Andersen wywalczył pole position do wyścigu Indianapolis 500, jednak miały wypadek na 79 okrążeniu. W mistrzostwach AAA raz stanął na podium - w Grand Prix Stanów Zjednoczonych. Uzbierane 350 punktów dało mu czternaste miejsce w klasyfikacji generalnej. Pierwsze zwycięstwo w mistrzostwach Norweg odniósł w sezonie 1913, kiedy został sklasyfikowany na szóstym miejscu. W 1915 roku Andersen stanął na najniższym stopniu podium Indy 500. Poza tym w AAA Championship Car na podium stawał jeszcze czterokrotnie i dwukrotnie zwyciężał. Uzbierał łącznie 2590 punktów, co dało mu trzecie miejsce w klasyfikacji kierowców.